# EL Возничего
EL Возничего (лат. EL Aurigae), HD 32088 — одиночная переменная звезда в созвездии Возничего на расстоянии приблизительно 3412 световых лет (около 1046 парсеков) от Солнца. Видимая звёздная величина звезды — от +9,6m до +8,9m.

## Характеристики
EL Возничего — красный гигант, углеродная пульсирующая медленная неправильная переменная звезда (LB) спектрального класса C5,4(N3). Радиус — около 194,33 солнечных, светимость — около 4069,402 солнечных. Эффективная температура — около 3307 К.